# جاسم محمد حجي
جاسم محمد حاجي (مواليد 3 مايو 1984) لاعب كرة قدم عراقي سابق يلعب في مركز مدافع لنادي دهوك، وهو لاعب سابق في منتخب العراق.

## روابط خارجية
- جاسم محمد حجي على موقع قاعدة بيانات كرة القدم.إي يو (الإنجليزية)
- جاسم محمد حجي على موقع ناشيونال فوتبول تيمز (الإنجليزية)
- جاسم محمد حجي على موقع كووورة